# Tiszajenő-Vezseny megállóhely
Tiszajenő–Vezseny megállóhely egy Jász-Nagykun-Szolnok vármegyei vasúti megállóhely, Tiszajenő településen, a MÁV üzemeltetésében. A község belterületének északi szélén található, a 4609-es és a 4625-ös utak csomópontja közelében, közúti elérését az utóbbiból északnak kiágazó 46 337-es számú mellékút teszi lehetővé.

## Vasútvonalak
A megállóhelyet az alábbi vasútvonalak érintik:
- Kecskemét–Szolnok-vasútvonal

## Kapcsolódó állomások
A megállóhelyhez az alábbi állomások vannak a legközelebb:
- Tiszavárkony megállóhely
- Tiszajenő alsó megállóhely

## Látnivalók
A közelben található az egykori Ceglédkörnyéki Gazdasági Vasút emlékhelye: a látogatók a nap 24 órájában, ingyenesen megtekinthetik a 2029-es pályaszámú Mk48 kisvasúti mozdonyt, illetve az 50 55 25-01 424-5 számú, Ba-w típusú kisvasúti személykocsit, mely a Nyírvidéki Kisvasúton teljesített korábban szolgálatot.

## Megközelítése tömegközlekedéssel
- Helyközi busz:  533, 538, 540
- Távolsági busz:  1464

## Forgalom
| Járat | Útvonal | Gyakoriság |
| ----- | --- | ---------- |
| S220  | Szolnok – Piroska – Tószeg – Tiszavárkony – Tiszajenő-Vezseny – Tiszajenő alsó – Óbög – Újbög – Tiszakécske – Kerekdomb – Lakitelek – Árpádszállás – Szikra – Világoshegy – Nyárjas – Nyárlőrinc alsó – Nyárlőrinc – Nyárlőrinci szőlők – Kisfái – Alsóúrrét – Kecskemét | 2 óránként |